# Vito Vittorio Crocitto
Vito Vittorio Crocitto (Bari, 1908 – 1961) è stato un pianista italiano.

## Biografia
Compositore ed autore di musica leggera ritmico-melodica, giornalista, ideatore e regista di spettacoli teatrali e trasmissioni radiofoniche, svolse la sua attività tra gli anni trenta e gli anni cinquanta.
Compose, tra le altre, diverse musiche ispirate alla città di Bari, tra cui: Strabari (1931) motivo con cui venne inaugurata la II Fiera del Levante ;Sotto il cielo di Bari (1938); Quando a Bari c'è la luna (1939); Con te sul Belvedere del Fortino (1945); Città vecchia; Canzone a Bari (1945), incisa dalla Cetra; C'è chi dice (Bari mia) (1946); Dimme sì (1958), nonché altre per vari testi scritti da autori in vernacolo per alcune "sceneggiate" baresi trasmesse in quegli anni da Radio Bari.
Numerose le sue musiche pubblicate da note case editrici nazionali ed estere,(12) alcune delle quali incise su dischi(10)(13)(14) v. Discoteca Centrale di Stato-Roma: http://www.dds.it/ e https://www.facebook.com/groups/vitovittoriocrocitto/files/
 
Tra quelle del genere ritmico-melodico (oltre 200) le più note sul piano nazionale, trasmesse varie volte dalla sede di Roma dell'allora EIAR furono: Bello è sognar sotto le stelle (1945); Ma cos'è mai l'amore (1948) interpretata da Lidia Martorana con l'accompagnamento dell'orchestra del M°.Piero Pavesio; Dimmi le stesse parole (1950) pubblicata anche negli Stati Uniti; Fleur d'amour (1951) interpretata da Nilla Pizzi, con l'orchestra del M° Cinico Angelini; Tu bambina mia, incisa da Antonio Vasquez (1947); Torna melodia, interpretata sempre da Vasquez (1947); Melodia d'amor, interpretata da Gigi Raiola ed Amedeo Pariante (1947); Amami (1949) interpretata da Aldo Donà con l'orchestra del M° Piero Pavesio, diffusa anche in Germania; Fiori (1954) interpretata da Mara Del Rio; Notte all'Equatore (1948) interpretata da Vincenzo D'Ambrosio; È così (1960), interpretata da Gino Latilla; La samba della luna, pubblicata dalle edizioni musicali Guidobono di Alessandria.
Compose inoltre canzoni napoletane quali: Si tu staje cu' mè; I' songo a' vita; A' varca aspetta a ttè; Vocca busciarda; Né, vuie che vulite a' mè.
Si tu staje cu' mmè è presente nell'Archivio sonoro della Canzone napoletana(11) : http://www.radio.rai.it/canzonenapoletana
Fondò nel 1944 la pubblicazione Radiocanzoni per tutti, prima nel meridione (se si esclude la città di Napoli) a occuparsi di musica leggera e spettacolo.
Numerose le collaborazioni con Radio Bari dal 1944 al 1947. Tra le principali l'ideazione negli anni 1945-1946, insieme al maestro Carlo Vitale e al presentatore radiofonico Remur (Ettore Recchimurzo) dei programmi musicali Polvere di stelle e Il Paradiso dei dilettanti, ai cui microfoni trovò la prima notorietà nazionale il cantante di musica swing Nicola Arigliano.
Con la canzone È impossibile, incisa da Rosalba Lori, partecipò nel 1960 al VII Festival della Canzone Città di Roma (presieduto dal tenore Tito Schipa).
Oltre che compositore ed autore, il M° Crocitto fu ideatore e regista di eventi musicali e di arte varia svoltisi a Bari nei teatri Piccinni, del Distretto militare e Lucciola, nonché in teatri a Foggia e Taranto. Fu inoltre compositore-pianista in diversi spettacoli tenutisi a Bari nel 1944 nel Teatro Petruzzelli per le truppe anglo-americane.
Scopritore di talenti dal notevole intuito, introdusse nel mondo della musica leggera e dello spettacolo la giovanissima cantante Yvette Da Todi, affermatasi successivamente nel cinema italiano come attrice canora con il suo vero nome di Chiaretta Gelli.

## Discografia parziale[5]
- Ma cos'è mai l'amore / Amami (Cetra DC4914) - lato A: Ma cos'è mai l'amore (Crocitto-Petruzzellis) - canta Lidia Martorana, con orch. "Florida" diretta dal M° Piero Pavesio - lato B: Amami (Crocitto-Petruzzellis) - canta Aldo Donà, con la medesima orch."Florida"
- Fleur d'amour (Cetra DC 5343) - (Crocitto-Petruzzellis)-canta Nilla Pizzi, con orch. Angelini
- Mamma cara (Cetra DC5692) - (Crocitto- Petruzzellis) - canta Nilla Pizzi, con orch. Angelini
- Le stesse parole / Canta il Grillo nella Sera (Melodie della Radio 2103) - lato A : Le stesse parole (Crocitto-Mazzei) - canta Giulio Mascaro, con orch. Guidali - lato B : Canta il grillo nella sera (Crocitto-Mazzei) - canta A. Boniardi, con orch. Guidali
- Sotto il Cielo di Bari  (Cetra DD 10261) - lato A : Sotto il cielo di Bari (Crocitto-Moscelli) -  complesso Paolo Grimaldi
- Notte all'Equatore / Torna Melodia (Mayor 1090) - lato A : Notte all'equatore (Crocitto-Petruzzellis) - lato B : Torna melodia (Crocitto-Petruzzellis) - canta Enzo D'Ambrosio con complesso Paolo Conti
- Fiori (Cetra DC6095) - (Crocitto-Mengoli) - canta Mara Del Rio, con orch. Piero Pavesio
- Tengo la Fortuna (Fonit 9488) - (Crocitto-Privitera-Sanfilippo) - canta Tony Pagliaro
- Han rapito Guendalina (Fonit 81554) - (Crocitto-Maglia) - Luciano Maglia e il suo complesso
- La case lendane (Columbia CQ2807) - (Crocitto-Patina) - canta Franco Ricci, con orch. Dino Olivieri
- È Così (Soundcraft - versione di pre-produzione) - (Crocitto-Pastina-Montella) - canta Gino Latilla
- Si tu staje cu mmè (Soundcraft - versione di pre-produzione) -(Crocitto-Barbone)
- È Impossibile (Welmar IT6536) - (Crocitto-Barbone) canta Rosalba Lori, con complesso Armando del Cupola
- Tu sai...che mai ti lascerò (MicroVox - versione di pre-produzione) - (Crocitto-Privitera-Lorusso)
- Tania (MicroVox - versione di pre-produzione) - (Crocitto)

## Partiture
Canzoni pubblicate da case musicali italiane ed estere in ordine alfabetico:
| Titolo                               | Versione          | Edizione      | Anno |
| ------------------------------------ | ----------------- | ------------- | ---- |
| Alle 18                              | versione italiana | Nufa          | 1949 |
| Amami                                | versione italiana | Selene        | 1949 |
| Amami                                | versione tedesca  | Selene        | 1949 |
| Amami                                | versione tedesca  | Selene        | 1949 |
| Amo te                               | versione italiana | Selene        | 1949 |
| Amo te                               | versione tedesca  | Selene        | 1949 |
| Ascolta, ti prego                    | versione italiana | Spe           | 1945 |
| Attesa                               | versione italiana | Valsenio      | 1948 |
| Bacio d'Amore                        | versione italiana | Puccio        | 1948 |
| Bello è sognar sotto le stelle       | versione italiana | Diapason      | 1947 |
| Canta il grillo..nella sera          | versione italiana | Russo         | 1950 |
| Canto hawaiano                       | versione italiana | Ed. Gioconda  | 1944 |
| Case lendane (la)                    | versione italiana | D'Anzi        | 1954 |
| Chiesetta campagnola                 | versione italiana | Spe           | 1945 |
| Ci vuole un po' d'amore              | versione italiana | Spe           | 1944 |
| Come la primavera                    | versione italiana | Puccio        | 1948 |
| Con te ....sul Belvedere del Fortino | versione italiana | Levante       | 1945 |
| Culle fiorite                        | versione italiana | Russo         | 1947 |
| Dirti                                | versione italiana | Gesa          | 1946 |
| Dolce Cubana                         | versione italiana | Puccio        | 1947 |
| È impossibile                        | versione italiana | Corradini     | 1961 |
| È l'amore                            | versione italiana | Olimpia       | 1952 |
| Fammi sognar                         | versione italiana | Raffaello     | 1936 |
| Filtri d'amore                       | versione italiana | La Galatea    | 1954 |
| Ho nel cuor un tesor                 | versione italiana | Selene        | 1954 |
| Ho tanto freddo                      | versione italiana | Nufa          | 1950 |
| Idillio a S. Marino                  | versione italiana | Millefiori    | 1960 |
| Incanto d'aprile                     | versione italiana | Salvati       | 1953 |
| Languir                              | versione italiana | Cambel        | 1956 |
| Lo voglio sol così                   | versione italiana | Raffaello     | 1934 |
| Ma cos'è mai l'amore                 | versione italiana | Aromando      | 1951 |
| Mamma cara                           | versione italiana | Millefiori    | 1959 |
| Mascherina blu                       | versione italiana | Raffaello     | 1929 |
| Melodia d'amor                       | versione italiana | Russo         | 1947 |
| Mia Strada (La)                      | versione italiana | Susy          | 1954 |
| Mia voce (La)                        | versione italiana | Sermi film    | 1960 |
| Mio dolce canto                      | versione italiana | Gesa          | 1946 |
| Motivo di Natale                     | versione italiana | Canto e Gioia | 1946 |
| Moretina                             | versione italiana | Costellazione | 1960 |
| Non ti dimentico ancor               | versione italiana | ?             | ?    |
| Notte di sogno                       | versione italiana | Leo           | 1932 |
| Oltre il passato                     | versione italiana | Salvati       | 1953 |
| Palpiti di stelle                    | versione italiana | Millefiori    | 1959 |
| Quando tu verrai (Quand tu viendras) | versione italiana | Cambel        | ?    |
| Quando venivi a me                   | versione italiana | Cantanapoli   | 1948 |
| Ranocchio innamorato (Un)            | versione italiana | Nufa          | 1951 |
| Ricordando                           | versione italiana | Augusta       | ?    |
| Ricordo di una sera                  | versione italiana | Salvati       | 1953 |
| Samba della luna (La)                | versione italiana | Olimpia       | 1953 |
| Sapevo una canzone                   | versione italiana | Salvati       | 1953 |
| Scapigliata gioventù                 | versione italiana | Leo           | 1931 |
| Sei tu malinconia (La)               | versione italiana | Salvati       | 1953 |
| Sentiero delle rose                  | versione italiana | Russo         | 1950 |
| Sento che t'ho perduta               | versione italiana | Gesa          | 1946 |
| Sognando Capri                       | versione italiana | Olimpia       | 1952 |
| Sogni (della prima giovinezza)       | versione italiana | Salvati       | 1953 |
| Sogno dell'emigrante                 | versione italiana | Cambel        | ?    |
| Sogno di rose                        | versione italiana | Sigem         | ?    |
| Solo bacio (Un)                      | versione italiana | Millefiori    | 1960 |
| Solo per me                          | versione italiana | Valsenio      | ?    |
| Sotto il cielo di Bari               | versione italiana | Leo           | 1940 |
| Stesse parole (Le)                   | versione italiana | Russo         | 1950 |
| Strabari                             | versione italiana | Raffaello     | 1931 |
| Tango della fortuna                  | versione italiana | Club          | 1956 |
| T'ho detto no                        | versione italiana | Salvati       | 1954 |
| Torna melodia                        | versione italiana | Cora          | 1949 |
| Tu bambina mia                       | versione italiana | Il fauno      | 1946 |
| Vera                                 | versione italiana | Spe           | 1945 |
| Vecchio sentiero                     | versione italiana | Salvati       | 1953 |
| Vinello biondo                       | versione italiana | Spe           | 1945 |